# Coupe Charles Drago

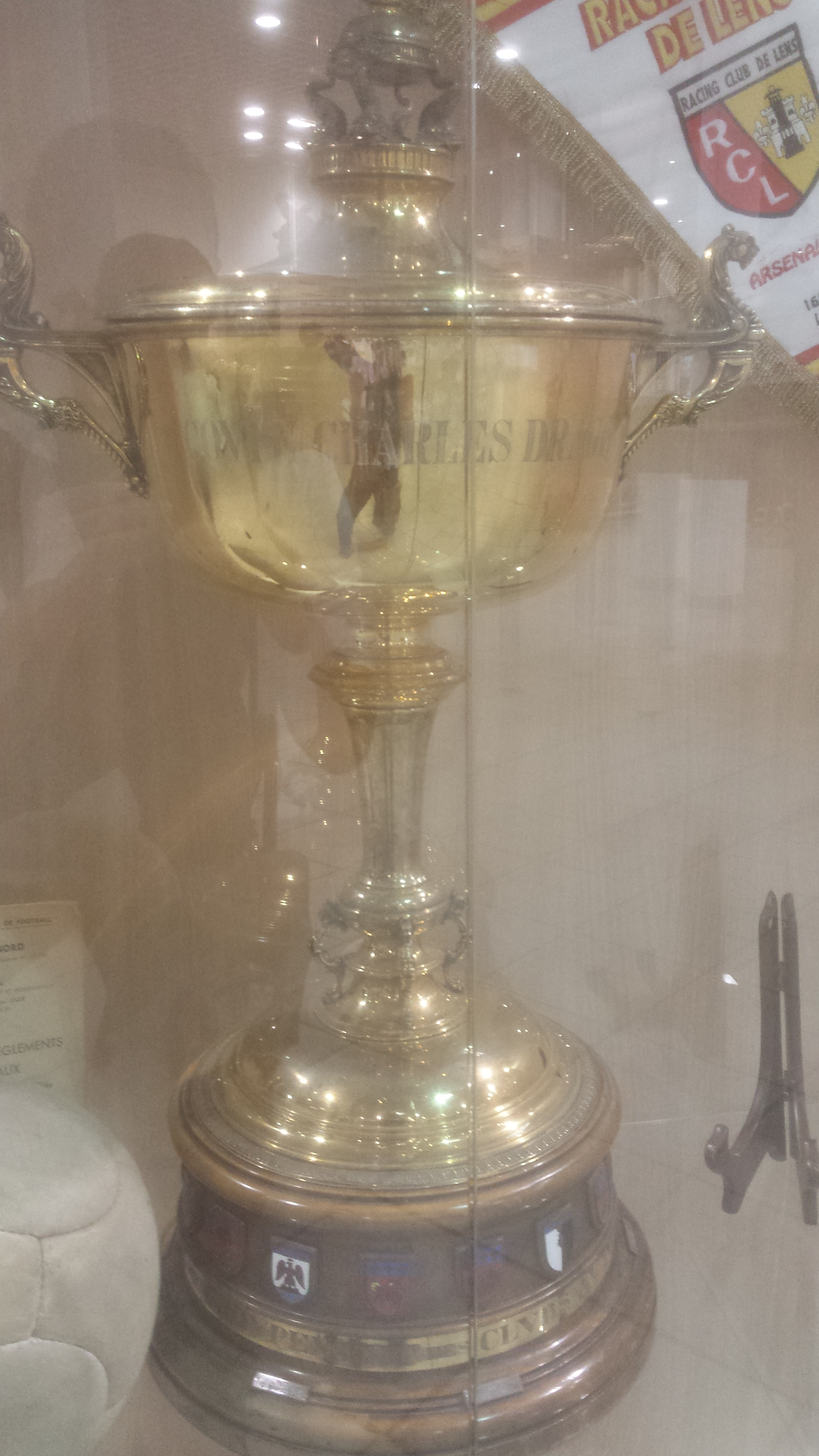
Charles Drago Cup, ausgestellt im Emotion Foot Shop in Lens, im Mai 2015.

Die Coupe Charles Drago (oder kurz Coupe Drago) war ein französischer Fußballwettbewerb für Männermannschaften. Ausgetragen wurde er von 1952/53 bis einschließlich 1964/65. Teilnahmeberechtigt waren alle professionellen Mannschaften – also Erst- und Zweitdivisionäre –, die im Landespokal (Coupe de France) vor dem jeweiligen Viertelfinale ausgeschieden waren. Aufgrund dieser Besonderheit ist eine Parallele zum Ligapokal, die in der Literatur gelegentlich gezogen wird, sachlich nicht gerechtfertigt – auch wenn Letztgenannter gleichfalls für Profiteams reserviert ist.
Dieser „Wettbewerb der Verlierer“, der der üblichen Pokalregel widerspricht, wonach eine Niederlage das Aus bedeutet, war nie sonderlich populär, brachte den oft wirtschaftlich bedrängten Klubs aber Zusatzeinnahmen. Zeitgenössisch wurde er auch als „Trostpokal“ („la Consolante“) bezeichnet.
Bei seinem Start als Challenge du Groupement (nach der für den Profibereich zuständigen Untergliederung des nationalen Verbandes, dem Groupement des Clubs Professionnels) bezeichnet, wurde dieser gleichfalls im Pokalmodus ausgetragene Wettbewerb noch während seiner ersten Ausspielung nach dem Fabrikanten militärischer Ehrenabzeichen Charles Drago, dem Spender der aus massivem Silber gefertigten Pokaltrophäe, umbenannt. Bei der ersten Austragung 1953 konnte die Trophäe nicht unmittelbar nach Spielende an den Sieger übergeben werden; der britische Zoll hielt das in Birmingham hergestellte Stück zunächst an der Grenze fest.
Der FC Sochaux und Racing Lens gewannen die Coupe Drago je dreimal; von 1962 bis 1964 waren mit dem Racing Club Franc-Comtois Besançon und dem FC Sochaux auch Vereine erfolgreich, die zum Zeitpunkt ihres jeweiligen Pokalgewinns nur in der Division 2 spielten. Heute (2011) steht die Trophäe noch immer in der Geschäftsstelle des letzten Siegers, des RC Lens.

## Regularien
Als Besonderheit gilt die während der 13 Austragungen mehrfach geänderte Regel, wie im Falle eines Unentschiedens nach 90 Minuten zu verfahren sei. Bei der Premiere 1953 wurde anschließend eine Verlängerung gespielt und – falls es dann immer noch remis stand – der Sieger unmittelbar nach Spielende in der Kabine durch Münzwurf ausgelost. 1954 und 1955 kam in einem solchen Fall die Gastmannschaft weiter; von 1956 bis 1958 wurde das Spiel wiederholt, und ab 1959 zog man das Eckenverhältnis heran, um den Sieger zu bestimmen.

## Die Endspiele
| Saison  | Sieger              | Finalist           | Ergebnis      | Austragungsort | Zuschauer |
| ------- | ------------------- | ------------------ | ------------- | -------------- | --------- |
| 1952/53 | FC Sochaux          | FC Toulouse        | 3:3 n. V. (a) | Rouen          | 15.000    |
| 1953/54 | Stade Reims         | OSC Lille          | 6:3           | Paris          |           |
| 1954/55 | AS Saint-Étienne    | UA Sedan-Torcy     | 2:0           | Paris          |           |
| 1955/56 | Olympique Nîmes     | OSC Lille          | 3:1           | Paris          |           |
| 1956/57 | Olympique Marseille | RC Lens            | 3:1           | Paris          |           |
| 1957/58 | AS Saint-Étienne    | OGC Nizza          | 2:1           | Alès           |           |
| 1958/59 | RC Lens             | US Valenciennes    | 3:2           | Paris          |           |
| 1959/60 | RC Lens             | Sporting Toulon    | 3:2           | Rouen          |           |
| 1960/61 | AS Monaco           | RC Strasbourg      | 2:1           | Paris          |           |
| 1961/62 | RCFC Besançon       | Le Havre AC        | 1:0 n. V.     | Limoges        |           |
| 1962/63 | FC Sochaux          | UA Sedan-Torcy     | 5:2           | Sochaux        |           |
| 1963/64 | FC Sochaux          | US Forbach         | 4:0           | Sochaux        |           |
| 1964/65 | RC Lens             | Girondins Bordeaux | 4:0           | Lens           |           |